# Gulden Bodem (wijk)
Gulden Bodem is een wijk in de gemeente Arnhem, die begrensd wordt door de Bakenbergseweg, Noordelijk deel Van Heemstralaan, door het Gravinnenbos naar de Zijpendaalseweg en de Izaak Evertslaan. De wijk bestaat voornamelijk uit woningen die in de jaren twintig en dertig van de 20e eeuw zijn gebouwd. De wijk kende twee planfasen. De tweede fase is gebouwd in de jaren vijftig en beslaat het deel dat boven de Van Heemstralaan ligt, tussen de Bakenbergseweg en het landgoed Gulden Bodem. Gulden Bodem is een lommerrijke woonwijk, destijds gebouwd voor de middenstand van Arnhem.

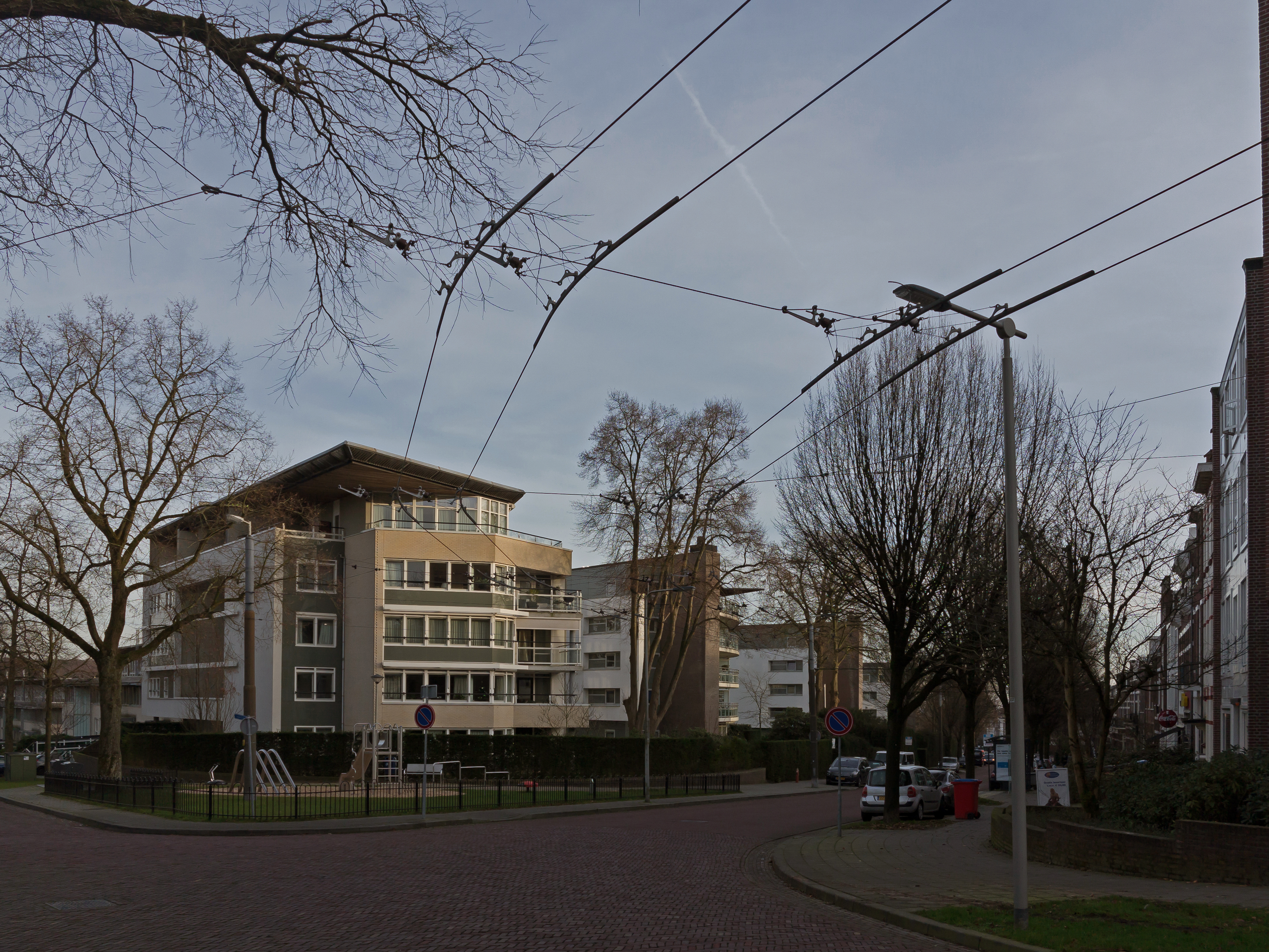
De Van Lawick Van Pabststraat
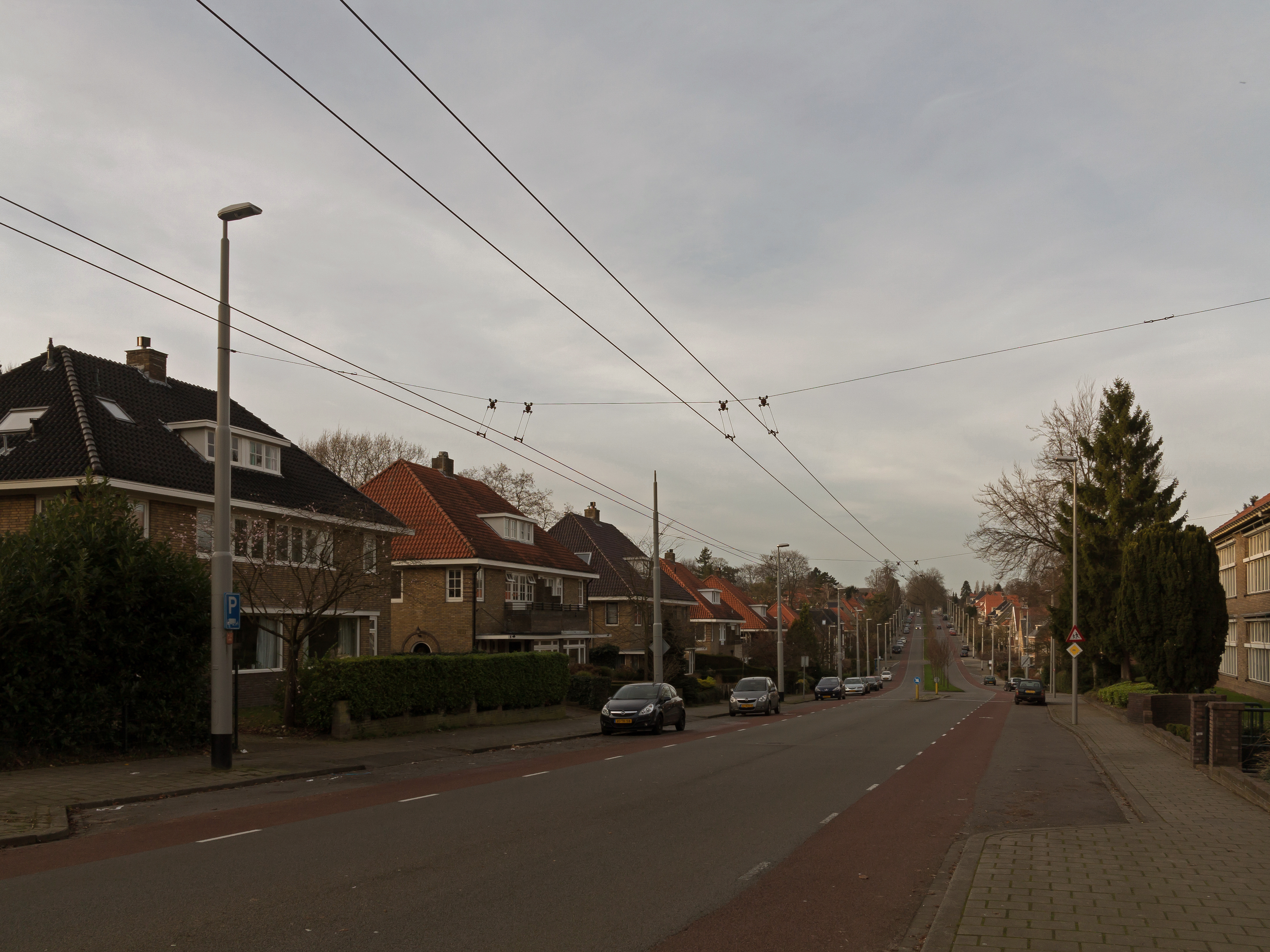
De Bakenbergseweg